# Santi Pietro e Martino
Santi Pietro e Martino, även benämnd Sancti Petri in Horrea, var en kyrkobyggnad i Rom, helgad åt den helige aposteln Petrus och den helige Martin av Tours. Kyrkan var belägen i närheten av emporium, det antika Roms hamn och stapelplats vid Tibern, i dåvarande Rione Ripa, nuvarande Rione Testaccio. Tillnamnet ”Horrea” syftar på Horreum Galbae, ett stort horreum, beläget i området.
Santi Pietro e Martino var en av många mindre kyrkobyggnader i nuvarande södra Rione Ripa och norra Rione Testaccio.
Från 900-talet utgjorde kyrkan en av filialerna till församlingskyrkan San Gregorio al Clivo Scauri. I en bulla promulgerad av påve Bonifatius VIII den 16 juni 1299 uppräknas församlingskyrkans besittningar och filialer, men här saknas Santi Pietro e Martino. Ferruccio Lombardi drar av denna upplysning slutsatsen att kyrkan redan då var övergiven.

## Omnämningar i kyrkoförteckningar
| Katalog                      | År         | Benämning           |
| ---------------------------- | ---------- | ------------------- |
| Catalogo di Cencio Camerario | 1192       | sco. Petri de Orrea |
| Il Catalogo Parigino         | cirka 1230 | s. Petrus in Horrea |